# Stefan Dragutin
Stefan Dragutin (serb. Стефан Драгутин; ur. przed 1253, zm. 12 marca 1316) – król serbski w latach 1276–1282, syn Stefana Urosza I.
Stefan Dragutin urodził się jako najstarszy syn króla Serbii Stefana Urosza I i jego żony Heleny. Po nieudanej wyprawie ojca przeciw Węgrom w 1268 roku poślubił córkę króla Węgier Katarzynę. W 1276 roku zbuntował się przeciw ojcu i z pomocą węgierską zdobył tron serbski. Po objęciu władzy, został zmuszony przez możnowładztwo do wydzielenia znacznych apanaży swej matce. W 1282 roku pod naciskiem niezadowolonych z jego pokojowej polityki możnych został zmuszony do abdykacji na rzecz młodszego brata, Stefana Milutina. Zachował swoje włości w środkowej i północnej Serbii, a być może również tytuł królewski. Początkowo pozostawał w dobrych stosunkach z bratem. W 1283 roku wsparł jego wyprawę przeciw Bizancjum. W 1284 roku zajął Usorę i Soli w północnej Bośni. W tym samym roku otrzymał od króla węgierskiego banat Maczwy. W 1291 roku przyłączył do swego państwa ziemię braniczewską. Pod koniec stulecia stosunki z bratem popsuły się, doprowadzając do wybuchu wojny w 1301 roku. W wyniku działań wojennych Dragutin utracił Rudnik, który odzyskał dopiero po ostatecznym zakończeniu wojny w 1312 roku. W czasie konfliktu z bratem aktywnie uczestniczył w wojnie o sukcesję węgierską, próbując nawet osadzić na tronie Węgier swego syna Władysława. Zdaniem części historyków w wyniku wojny z Milutinem lub niedługo po jej zakończeniu Władysław został wyznaczony na następcę tronu serbskiego.

## Zdobycie władzy
Dragutin był najstarszym synem Stefana Urosza I i jego żony Heleny. Przybliżony czas jego urodzenia wyznaczają daty: ślubu jego rodziców (ok. 1250) i narodzenia jego młodszego brata (ok. 1253). Po dojściu do lat męskich Stefan Dragutin poślubił Katarzynę, córkę króla Węgier, Stefana V. Do ślubu doszło prawdopodobnie w 1268 roku, w którym Stefan Urosz I zaatakował Węgry. Wojska serbskie spustoszyły banat Maczwy, ostatecznie zostały jednak przez Węgrów pokonane, a król serbski dostał się do niewoli. Musiał zapłacić okup za swoje uwolnienie, a część historyków przypuszcza, że gwarancją pokoju między stronami było małżeństwo Dragutina z Katarzyną. Zdaniem niektórych badaczy do ślubu doszło jeszcze przed 1268 rokiem, kiedy bowiem w tym roku poselstwo bizantyńskie przybyło na dwór serbski negocjować w sprawie mariażu młodszego z synów królewskich, Dragutin był już żonaty.
Po klęsce poniesionej w Maczwie Stefan Urosz I zobowiązał się wobec zwycięskich Węgrów, że na wzór węgierski uczyni Dragutina „młodym królem”, czyli następcą tronu praktycznie niezależnie władającym swoją dzielnicą. Król słowa nie dotrzymał. Co prawda nadał Dragutinowi tytuł „młodego króla” (mladi kralj), ale nie dał mu dzielnicy. Z relacji Jerzego Pachymeresa, który uczestniczył we wspomnianym poselstwie bizantyńskim, wynika, że zarówno Dragutin, jak i jego żona przebywali na dworze Urosza. Dalszy przebieg wydarzeń pozostaje niejasny. Zdaniem części uczonych Stefan Urosz I, przeciwstawiając się rosnącym ambicjom Dragutina, przeniósł prawo do tronu na młodszego syna Według S. Runcimana Dragutin sam zrzekł się władzy na rzecz młodszego brata, po czym ponownie po nią sięgnął. Ostatecznie w 1276 Dragutin wystąpił otwarcie o przyznanie mu części władzy w państwie. Urosz wpadł w gniew, a Dragutin, obawiając się o swoje życie, zbuntował się, wzywając na pomoc Węgrów. Uczeni różnią się w poglądach na przyczyny rebelii. M. Dinić uważał, że została spowodowana ambicją Dragutina i jego dążeniem do władzy. Zdaniem L. Mavromatisa była reakcją na wyznaczenie Milutina następcą tronu. Połączone armie rebeliantów i Węgrów rozbiły siły Urosza pod Gackiem. Stefan Urosz I abdykował na rzecz najstarszego syna.

## Król Serbii
Objąwszy władzę, Dragutin wyznaczył, pod naciskiem możnowładztwa, swej matce Helenie rozległą dzielnicę, w skład której weszła Zeta, Trawunia i zachodnia Serbia ze źródłami Ibaru i górnym Limem oraz część wybrzeża obejmująca Konawli z Cavtatem. Jego młodszy brat Milutin poślubił córkę Jana z Tesalii i zamieszkał na dworze swej matki w Skadarze. Powstanie apanażu wskazuje na silny nacisk ze strony części możnowładztwa serbskiego, które uwikłany w konflikt Dragutin, mógł pozyskać jedynie zgadzając się na zwiększenie jego autonomii. Uzyskiwał w zamian pomoc zbrojną. Wzrost znaczenia możnych z terytoriów oddalonych od centrum państwa może świadczyć o reakcji na politykę Stefana Urosza I, który faworyzował możnych skupionych wokół dworu królewskiego i z centralnych regionów Raszki.
Dragutin pozostał wierny sojuszowi z Karolem Andegaweńskim, dążącym do wskrzeszenia zlikwidowanego przez Greków w 1261 roku Cesarstwa Łacińskiego. Sojusz zawarł jeszcze jego ojciec. Po ustąpieniu Stefana Urosza I reprezentantką tej linii politycznej pozostawała antybizantyńsko nastawiona królowa Helena. Jednocześnie jednak cesarzowi bizantyńskiemu Michałowi VIII udało się po śmierci króla węgierskiego Beli IV doprowadzić do zbliżenia z Węgrami. W 1274 roku teściowa Dragutina, z pochodzenia Kumanka, sprawująca regencję w imieniu małoletniego syna, ofiarowała rękę swej najmłodszej córki synowi i następcy cesarza Andronikowi. Dragutin przez 6 lat swego panowania nie podjął żadnych kroków przeciw Bizancjum. Ta jego wstrzemięźliwość, zdaniem części uczonych, była główną przyczyną jego upadku. W 1282 roku „nieszpory sycylijskie” położyły kres zamiarom Karola Andegaweńskiego, wplątując go w wojnę w swoim królestwie.

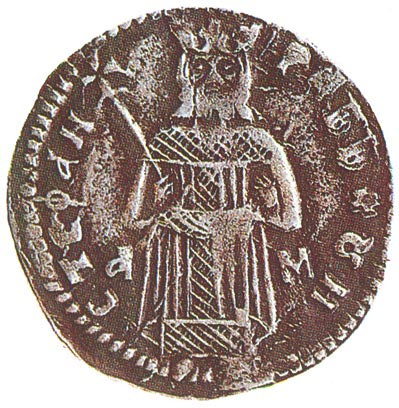
Dinar króla Dragutina

W tym samym 1282 roku Dragutin, spadając z konia, złamał sobie nogę. Źródła przekazują, że wypadek był na tyle poważny, że rodził obawy o życie króla; prawdopodobnie wywołał poważną infekcję, może nawet gangrenę. Wedle relacji arcybiskupa Daniły (Żywot świętego Stefana Dragutina), Dragutin zwołał sabor do Deževa, na którym, ze względu na stan swego zdrowia, abdykował na rzecz młodszego brata Milutina. Postanowienia saboru nie zachowały się, znane są tylko z późniejszych relacji serbskich i bizantyńskich. Wątpliwości badaczy budzi fakt natychmiastowej abdykacji Dragutina, bez podjęcia chociażby próby przetrwania trudnej sytuacji przy pomocy rady regencyjnej. Zdaniem większości uczonych za zwołaniem saboru stało możnowładztwo serbskie, dla którego, doznany przez Dragutina uraz, był tylko pretekstem do dalszego osłabienia władzy królewskiej. Wskazują oni na wzmiankę Daniły o poważnych trudnościach, które doprowadziły do zwołania saboru. Jakkolwiek sam tekst nie przynosi wyjaśnienia o jakich problemach mowa, uczeni przypuszczają, że chodzi o bunt możnych. Jego przyczyn z powodu milczenia źródeł można się tylko domyślać. Wydaje się, że Milutin nie uczestniczył w obradach saboru, a siłą sprawczą wydarzeń w Deževie było możnowładztwo, które stawiając na Milutina mogło mieć nadzieję, że będzie nim łatwiej pokierować.
W rezultacie Dragutin oddał władzę nad środkową Serbią, zachowując posiadłości na północy państwa, nad Zachodnią Morawą i wokół Rudnika. Prawdopodobnie zrzekł się również tytułu królewskiego, choć nie jest to pewne. Według Mavromatisa na saborze w Deževie doszło faktycznie do podziału państwa i powstania dwóch królestw serbskich. Osobnym zagadnieniem jest kwestia czy wtedy miało również miejsce wyznaczenie syna Dragutina, Władysława, na następcę po Milutinie. Twierdzenie takie pojawia się w późnych źródłach bizantyńskich. Mavromatis odmawia im wiarygodności, uważając ich autorów za źle poinformowanych. Według niego sabor nie rozstrzygnął kwestii następstwa tronu.

## Państwo na północy

### Stan wyjściowy

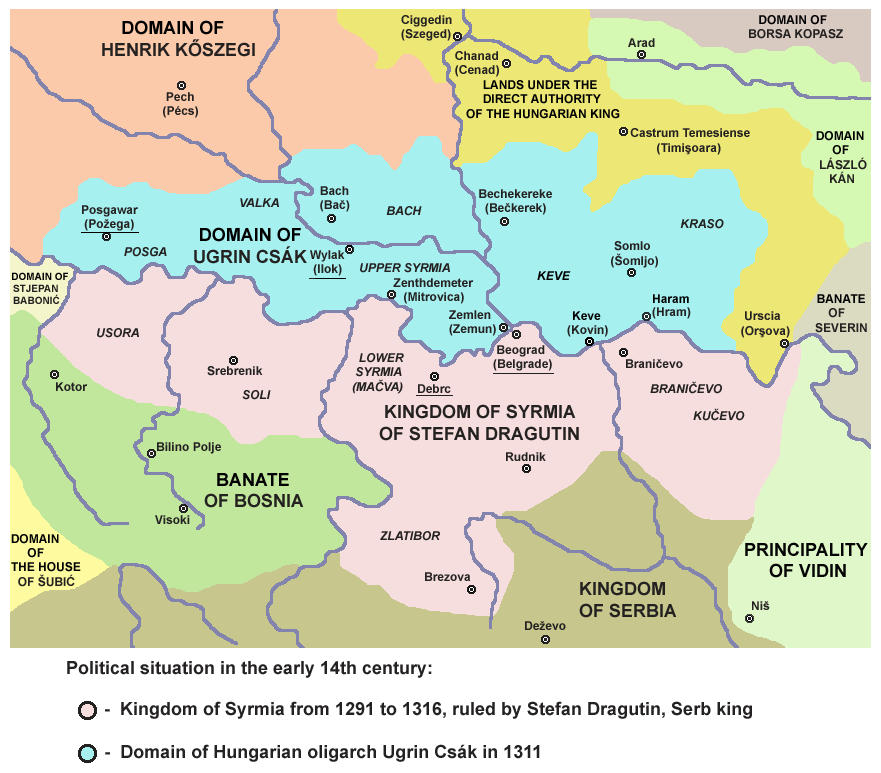
Królestwo Stefana Dragutina (oznaczone kolorem różowym)

Oprócz rozległego obszaru w północno-zachodniej Serbii z Rudnikiem i Ariljem, Dragutin otrzymał rejon Dabaru nad dolnym Limem i Uskoplje w pobliżu Trawunii. Wśród uczonych toczy się poważna dyskusja dotycząca kształtu władztwa Dragutina. Jego najbogatsze ziemie leżały na południe od granicy Węgier, ściśle do niej przylegając. Dragutin otrzymał jednak również ziemie nad Limem i w pobliżu Trawunii. Nie wiadomo, czy były to izolowane wyspy pośród królestwa Milutina, z których Dragutin otrzymywał jedynie dochody, czy też wszystkie te obszary łączyły się ze sobą wąskim pasem ziemi. Po saborze w Deževie wielu możnowładców, za zgodą króla Milutina, zdecydowało się towarzyszyć Dragutinowi do jego apanażu. Wśród uczonych toczy się spór czy posiadłości tych możnych łączyły się z ziemiami Dragutina, czy też obszar jego państwa został wyznaczony w oparciu o tereny wniesione przez jego zwolenników. Przedmiotem dyskusji jest też kwestia lojalności możnych na ziemiach przyznanych Dragutinowi w okolicznościach, które niewątpliwie przyniosły osłabienie jego pozycji. Rozważane są również zagadnienia majątkowe dotyczące możliwości posiadania przez niektórych możnych ziemi w obydwu królestwach i ewentualnej ich wymiany bądź sprzedaży.

### Zdobycze terytorialne
Po objęciu władzy w północnej Serbii Dragutin utrzymywał początkowo, o ile można sądzić przyjazne stosunki z bratem. W 1283 roku jego wojska wsparły wyprawę Milutina przeciw Bizancjum i w czasie, gdy ten wkroczył do wschodniej Macedonii, docierając do wybrzeży Morza Egejskiego, Dragutin zajął Kičevo i Debar w zachodniej Macedonii. Zasadniczo jednak główny obszar jego zainteresowania leżał na północy. W 1284 roku przyłączył do swego państwa Usorę i Soli (rejon współczesnej Tuzli) w północnej Bośni. W tym samym roku otrzymał też od swego szwagra, króla węgierskiego apanaż obejmujący Maczwę (ziemie pomiędzy Driną, Sawą a Morawą) i Sirmium. Tereny te przylegały bezpośrednio do północnej granicy serbskich posiadłości Dragutina, chociaż nie tworzyły z nią tak jednorodnej całości jak ziemie pozostające pod władzą Milutina.
Nie można wykluczyć, że Dragutin otrzymał zarząd nad Maczwą, aby powstrzymać najazdy władających sąsiednią ziemią braniczewską braci Dyrmana i Kudelina, a nawet odzyskać utraconą przez królów Węgier ziemię. Dyrman i Kudelin, z pochodzenia Bułgarzy lub Kumani, opanowali Braniczewo na początku lat 80. i podjęli przy pomocy Tatarów lub Kumanów łupieżcze wyprawy na ziemie sąsiednie, głównie na Maczwę. Władająca Maczwą przed Dragutinem, królowa matka Elżbieta wysłała pomiędzy 1282 a 1284 rokiem wojska w celu odzyskania Braniczewa. Akcja zakończyła się jednak niepowodzeniem, a w odwecie bracia spustoszyli Maczwę. Wspólna akcja Węgrów i ich nowego wasala Dragutina w 1285 roku zakończyła się niepowodzeniem. W odwecie bracia najechali i spustoszyli ziemie Dragutina. Ten zwrócił się wówczas o pomoc do brata. Wspólna wyprawa obydwu władców serbskich około 1290 roku doprowadziła do klęski Dyrmana i Kudelina. Dragutin zajął Braniczewo, które w ten sposób po raz pierwszy znalazło się w ręku serbskim.
W 1292 roku ziemie serbskie zaatakował władający sąsiadującym z księstwem braniczewskim Widyniem, despota bułgarski Szyszman. W odwecie jeszcze w tym samym roku Milutin i Dragutin najechali i zajęli jego państwo. Szyszman zbiegł za Dunaj, do swego protektora, chana ordy tatarskiej Nogaja. W obawie przed interwencją tatarską Milutin zwrócił Szyszmanowi Widyń, a jako rękojmię swej uległości wobec ordy, wysłał na dwór Nogaja swego syna Stefana Deczańskiego.

### Wojna z bratem

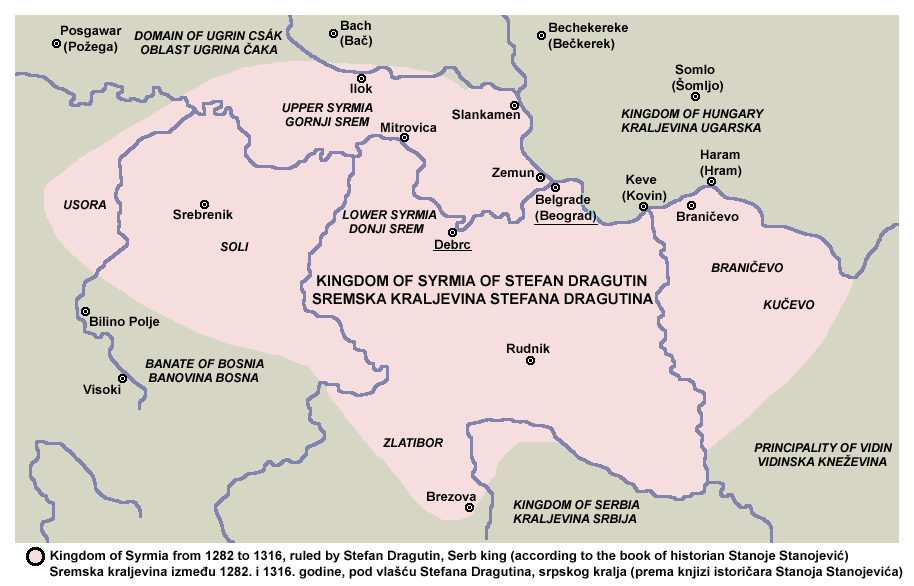
Królestwo Stefana Dragutina (według historyka Stanoje Stanojevicia)

W 1299 roku Nogaj zginął z ręki chana Toktu. Korzystając z zamieszania, Stefan Deczański zbiegł do ojca. Większość uczonych uważa, że po powrocie syna Milutin wydzielił mu jako apanaż Zetę. Aż do tego czasu stosunki pomiędzy obydwu braćmi wydają się być dobre. Wyznaczenie przez Milutina, Deczańskiego na władcę Zety mogło jednak oznaczać pogorszenie tych relacji. Dragutin mógł bowiem zrozumieć, że to Deczańskiego, a nie jego syna Władysława, Milutin widzi jako swego następcę. Według dokumentów raguskich Helena władała Zetą do 1306 roku, a pierwsze wzmianki o handlu pomiędzy Dubrownikiem a Stefanem Deczańskim pochodzą z 1309 roku. Na tej podstawie Malović sądzi, że Deczański objął władzę nad Zetą dopiero pod koniec 1308 lub w 1309 roku, już w trakcie trwania wojny pomiędzy Milutinem a Dragutinem i fakt ten nie mógł być przyczyną wybuchu konfliktu między braćmi. Jakkolwiek było pod koniec stulecia stosunki pomiędzy Milutinem a Dragutinem uległy znacznemu pogorszeniu.
Napięcia w stosunkach z bratem skłoniły prawdopodobnie Milutina do zawarcia w 1299 roku pokoju z Bizancjum, co paradoksalnie osłabiło jego pozycję wewnętrzną. Szlachta serbska, zainteresowana kontynuowaniem wojny i zdobyciem Macedonii, przeszła bowiem na stronę Dragutina. Dragutin nie był z kolei w stanie w pełni wykorzystać tego poparcia. W styczniu 1301 roku zmarł bowiem ostatni z Arpadów, Andrzej III i na Węgrzech wybuchła wojna domowa pomiędzy partią andegaweńską, popierającą Karola Roberta, a opozycją skupioną wokół Wacława III czeskiego. Dragutin nie mógł w związku z tym skupić wszystkich sił na południu, nie chcąc utracić ziem węgierskich, nie mógł też liczyć na węgierskie posiłki w wojnie z bratem. Na przełomie 1308/1309 roku Karol Robert pokonał Wacława III i Ottona Bawarskiego, co skłoniło Dragutina do stanięcia na czele opozycji węgierskiej i wysunięcia swego syna Władysława, jako kandydata do tronu. Ostatecznie w 1309 roku zwyciężył Karol Robert, a stronnicy Dragutina przeszli do opozycji.
O samych działaniach wojennych wiadomo niewiele. Według źródeł bizantyńskich, około 1300 roku Dragutin przygotowywał atak na ziemie brata, zrezygnował jednak z niego na wieść o posiłkach bizantyńskich przysłanych przez cesarza Milutinowi. Wydaje się, że początek działań wojennych miał miejsce w 1301 roku, wtedy bowiem Dubrownik odwołał swoich kupców z ziem Dragutina, aby na wypadek wojny nie musieli przechodzić przez terytoria wroga. Jeśli nawet wojna zaczęła się od ataku Dragutina, w krótkim czasie działania wojenne przeniosły się na jego teren. W 1302 roku Milutin wszedł w posiadanie kopalni srebra w Rudniku, z tego roku pochodzi bowiem przywilej wydany przez niego dla kupców raguskich na eksploatację tamtejszych kopalń, które jeszcze w 1296 roku należały do Dragutina. Pod koniec 1302 roku, według Dubrowniczan został zawarty krótkotrwały pokój między obydwoma stronami, zerwany w następnym roku.
Wojna toczyła się przez całą dekadę. Większość uczonych ustala jej zakończenie na rok 1312, natomiast Mavromatis przeciąga ją do 1314 roku. Niewątpliwie okresy walki przeplatały się z momentami pokoju. Działania wojenne ograniczały się do pogranicza obydwu państw i polegały raczej na obleganiu twierdz niż na staczaniu bitew w otwartym polu. Nic nie wskazuje na to, by wojna na którymkolwiek etapie ogarnęła również węgierskie posiadłości Dragutina. O zwycięstwie Milutina, osłabionego brakiem poparcia ludności, zadecydował czynnik ekonomiczny, skupienie w jednym ręku wszystkich serbskich kopalń i wzmożenie wydobycia srebra.
Wojna zakończyła się ostatecznie w 1312 roku po wielkim zwycięstwie odniesionym przez Milutina nad wojskami Dragutina. W pertraktacjach pokojowych pośredniczyli przedstawiciele Kościoła serbskiego. Warunki traktatu pokojowego nie przetrwały do naszych czasów. Przyjmuje się, że stosunki między obydwoma państwami wróciły do stanu sprzed wojny, Dragutin odzyskał utracone terytoria, wraz z Rudnikiem. Przedmiotem sporu wśród badaczy jest kwestia przyznania w wyniku wojny synowi Dragutina, Władysławowi, następstwa tronu serbskiego.

### Schyłek życia

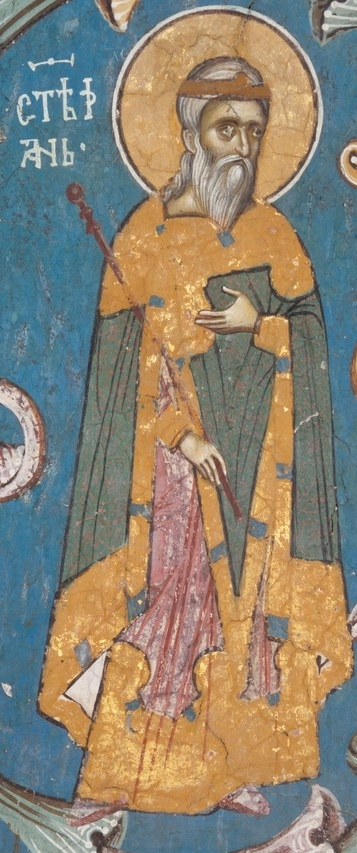
Dragutin pod koniec życia

8 lutego 1314 roku zmarła matka Dragutina, Helena. Chociaż był z nią blisko związany, nie wziął udziału w jej pogrzebie. Uczeni przypuszczają, ze obawiał się uwięzienia ze strony brata. W tym samym roku Dragutin był świadkiem wydania statutu przez króla węgierskiego. Prawdopodobnie próbował ułożyć swoje stosunki z nową dynastią. Najwyraźniej z powodzeniem, skoro po jego śmierci apanaże węgierskie pozostały we władaniu jego syna. W 1314 roku zbuntował się przeciw Milutinowi jego syn Stefan Deczański. Król stłumił bunt, a syna oślepił i wtrącił do więzienia. Część historyków z tymi wydarzeniami wiąże wyznaczenie syna Dragutina, Władysława, na następcę tronu Serbii.
Pod koniec życia Dragutin stał się bardzo religijny. Przygotowując się do śmierci, sypiał w trumnie. W 1314 roku abdykował rzecz syna i został mnichem, przyjmując imię Teoktysta. Pomimo swych związków z katolicyzmem, pod koniec życia wspierał rozwój Kościoła prawosławnego w Maczwie. Wznosił tam kościoły, zachęcał księży prawosławnych do działalności misyjnej. Pozwolił również na utworzenie prawosławnego biskupstwa Maczwy i Braniczewa. Wzniósł kilka monasterów – Arilje, Račę, Tronošę, Papracię, Ćelije oraz poświęconą Matce Bożej Małą Remetę w pobliżu Fruškiej gory.
Dragutin zmarł w 12 marca 1316 roku i został pochowany w klasztorze w Rasie. Po jego śmierci Milutin złamał zawartą wcześniej ugodę i podbił państwo bratanka, wyjąwszy banat Maczwy i Belgrad, który w 1319 roku opanowali Węgrzy.

## Rodzina
Żona:
- Katarzyna węgierska – córka Stefana V, króla Węgier

Dzieci:
- Władysław – król Sremu (1314–1325).
- Elżbieta, wyszła za mąż w 1284 za Stefana I Kotromanicia i urodziła przyszłego króla Bośni, Stefana II.
- Uroszyc, pochowany w Arilju jako mnich Stefan.
- Nieznana córka, przed 1300 wyszła za mąż za Pawła Šubicia[30][31].

|                               |                                     |                                      |                                      |                                    |                      |                             |                             |                         |  |  |  |  |  |  |  |  |  |  |  |  |  |  |  |  |  |  |  |  |  |  |  |  |  |  |  |  |  |  |  |  |  |  |  |  |  |  |  |  |  |  |  |  |  |  |  |  |  |  |  |  |  |  |  |  |  |  |  |  |  |  |  |  |  |  |  |  |  |  |  |  |  |  |  |  |  |  |  |  |  |  |  |  |  |  |  |  |  |  |  |  |  |  |
|                               |                                     |                                      |                                      | Stefan Urosz I (panował 1243–1276) |                      |                             |                             |                         |  |  |  |  |  |  |  |  |  |  |  |  |  |  |  |  |  |  |  |  |  |  |  |  |  |  |  |  |  |  |  |  |  |  |  |  |  |  |  |  |  |  |  |  |  |  |  |  |  |  |  |  |  |  |  |  |  |  |  |  |  |  |  |  |  |  |  |  |  |  |  |  |  |  |  |  |  |  |  |  |  |  |  |  |  |  |  |  |  |  |  |  |  |  |
|                               |                                     |                                      |                                      |                                    |                      |                             |                             |                         |  |  |  |  |  |  |  |  |  |  |  |  |  |  |  |  |  |  |  |  |  |  |  |  |  |  |  |  |  |  |  |  |  |  |  |  |  |  |  |  |  |  |  |  |  |  |  |  |  |  |  |  |  |  |  |  |  |  |  |  |  |  |  |  |  |  |  |  |  |  |  |  |  |  |  |  |  |  |  |  |  |  |  |  |  |  |  |  |  |  |  |  |  |  |
|                               |                                     |                                      |                                      |                                    |                      |                             |                             |                         |  |  |  |  |  |  |  |  |  |  |  |  |  |  |  |  |  |  |  |  |  |  |  |  |  |  |  |  |  |  |  |  |  |  |  |  |  |  |  |  |  |  |  |  |  |  |  |  |  |  |  |  |  |  |  |  |  |  |  |  |  |  |  |  |  |  |  |  |  |  |  |  |  |  |  |  |  |  |  |  |  |  |  |  |  |  |  |  |  |  |  |  |  |  |
|                               | Stefan Dragutin (panował 1276–1282) | Stefan Dragutin (panował 1276–1282)  | Stefan Milutin (panował 1282–1321)   | Stefan Milutin (panował 1282–1321) | Brnjača              | Brnjača                     | Stefan (zm. przed 1264)     | Stefan (zm. przed 1264) |  |  |  |  |  |  |  |  |  |  |  |  |  |  |  |  |  |  |  |  |  |  |  |  |  |  |  |  |  |  |  |  |  |  |  |  |  |  |  |  |  |  |  |  |  |  |  |  |  |  |  |  |  |  |  |  |  |  |  |  |  |  |  |  |  |  |  |  |  |  |  |  |  |  |  |  |  |  |  |  |  |  |  |  |  |  |  |  |  |  |  |  |  |  |
|                               |                                     |                                      |                                      |                                    |                      |                             |                             |                         |  |  |  |  |  |  |  |  |  |  |  |  |  |  |  |  |  |  |  |  |  |  |  |  |  |  |  |  |  |  |  |  |  |  |  |  |  |  |  |  |  |  |  |  |  |  |  |  |  |  |  |  |  |  |  |  |  |  |  |  |  |  |  |  |  |  |  |  |  |  |  |  |  |  |  |  |  |  |  |  |  |  |  |  |  |  |  |  |  |  |  |  |  |  |
|                               |                                     |                                      |                                      |                                    |                      |                             |                             |                         |  |  |  |  |  |  |  |  |  |  |  |  |  |  |  |  |  |  |  |  |  |  |  |  |  |  |  |  |  |  |  |  |  |  |  |  |  |  |  |  |  |  |  |  |  |  |  |  |  |  |  |  |  |  |  |  |  |  |  |  |  |  |  |  |  |  |  |  |  |  |  |  |  |  |  |  |  |  |  |  |  |  |  |  |  |  |  |  |  |  |  |  |  |  |
| Władysław (panował 1314–1325) | Władysław (panował 1314–1325)       | Elżbieta żona Stefana I Kotromanicia | Elżbieta żona Stefana I Kotromanicia | Uroszyc mnich Stefan               | Uroszyc mnich Stefan | NN córka żona Pawła Šubicia | NN córka żona Pawła Šubicia |                         |  |  |  |  |  |  |  |  |  |  |  |  |  |  |  |  |  |  |  |  |  |  |  |  |  |  |  |  |  |  |  |  |  |  |  |  |  |  |  |  |  |  |  |  |  |  |  |  |  |  |  |  |  |  |  |  |  |  |  |  |  |  |  |  |  |  |  |  |  |  |  |  |  |  |  |  |  |  |  |  |  |  |  |  |  |  |  |  |  |  |  |  |  |  |